# Михаил III Шишман Асен
Вижте пояснителната страница за други личности с името Михаил Асен.
Михаѝл III Шишма̀н Асѐн (по-правилно: Михаил-Асен III Шишман) е български цар от 1323 до 1330 г., първият такъв от династията Шишмановци – последната на Втората българска държава.
Той е последният български владетел, който се стреми към установяване на Търновска военна и политическа хегемония на Балканския полуостров. Води агресивна и амбициозна, но опортюнистична и непостоянна политика, която свършва с катастрофалното поражение в битката при Велбъжд, в която царят е ранен и скоро умира.

## Произход и брак
Син е на видинския деспот и цар Шишман I (предполагаемо куманин по произход) от първия му брак с неизвестна по име внучка на Иван Асен II. Брат е на Белаур и Кераца Петрица (майка на цар Иван Александър и Елена)
След сключването на мирното споразумение между Шишман и сръбския крал Стефан II Милутин през 1292 г. Михаил III Шишман се сгодява и жени (1298 – 1299) за дъщеря му Анна-Неда, сестра на следващия сръбски крал Стефан Дечански.

## Видински владетел (1311 – 1322)
Съвладетел е с баща си на Видинското царство, а след смъртта му (около 1308 – 1311 г.) наследява владението. Получава владетелско признание с титлата „деспот“ вероятно от българския цар Тодор Светослав, който е негов втори братовчед – майките им са внучки на Иван Асен II, но от различни съпруги на владетеля: негова баба е Анна-Теодора Асенина, а на Теодор Светослав – Елена Асенина (т.е. женитбите на Иван Асен II са отразявали 2 външнополитически линии – Епирска и Унгарска, според твърдението на дубровнишкия хронист Лукарич).
През 1317 г. Михаил Шишман подкрепя сръбския крал Стефан II Милутин и съюзника му – северинския бан Теодор Чанад във войната им срещу унгарския крал Карл Роберт за контрола на Мачванското банство. През октомври съюзниците са разбити под крепостта Михалд (днешна Мехадия) в Северининския банат. След поражението, във Видин намира убежище зетя на бан Теодор, наемнически командир, наричан Иван Русина. Същият става един от доверените военачалници в армията на видинския деспот. След смъртта на Милутин през 1321 г., Шишман се включва в гражданската война между наследниците му в Сърбия, като подкрепя сина му Константин и впоследствие Стефан Владислав II срещу Стефан Урош III.

## Царуване

### Война с Византия
През 1322 г. цар Георги II Тертер умира в разгара на военен конфликт с Андроник III Палеолог. Възползвайки се от заетостта на българите около избора на нов цар, императорът установява контрол над крепостите Ямбол, Лардеа, Ктения, Русокастро, Анхиало, Созопол и Агатопол.
Братът на бившия български цар Смилец – деспот Войсил, нахлува в Крънското деспотство, което бивше владение на рода му, подчинява главния му град Копсис и още 4 крепости. България е лишена от всичките си територии в Тракия с изключение на Пловдив, който Андроник III безуспешно обсажда.
Установявайки се на трона, Михаил Шишман веднага предприема ответни действия. Той се насочва към подбалканските крепости, признали властта на василевса. Андроник III сваля обсадата на Пловдив и тръгва срещу него. Понеже не получава помощ от Войсил (до императора достига слух, че той е умрял), Андроник III се отказва от сблъсък с войските на новия цар. Спорните градове признават властта на Михаил Шишман, но междувременно, възползвайки се от грешка на Иван Русина, командир на гарнизона в Пловдив, ромеите завземат града без сражение.
В продължение на около година цар Михаил III Шишман воюва срещу Войсил, който е подкрепян от Андроник III. През 1324 г. Михаил Шишман успява да го изтласка от земите на Крънското деспотство. Същата година царят предприема нападение срещу Византия, викайки на помощ татарите на Узбек хан, владетел на Златната орда, които опустошават Тракия. Българската армия достига до Вира и Траянопол. Андроник III Палеолог не посмява да влезе в сражение поради липсата на достатъчно хора. Той предлага на Михаил Шишман да решат конфликта чрез единоборство. Българският цар му отговаря с често цитираните думи: „Глупав е онзи ковач, който може да вземе нажеженото желязо с клещи, а вместо това си служи с ръка“ (по разказа на Йоан VI Кантакузин). Добре осведомен за съперничеството между Андроник III и неговия дядо Андроник II, царят му намеква за възможна своя подкрепа в случай на конфликт между двамата.

#### Мирно споразумение
Скоро след тези събития царят и Андроник II Палеолог сключват мир. Михаил Шишман се развежда с Анна-Неда и я заточава в манастир. Заточен е и синът им Иван Стефан, дотогава съвладетел на баща си, а управлението на Видинското деспотство Михаил III поверява на брат си Белаур. Царят се жени за Теодора Палеологина, сестра на византийския император Андроник III и вдовица на Тодор Светослав. Чрез този брак се сродява с Палеолозите, като приема нейния герб – двуглав орел с разперени крила. Впоследствие този герб става символ на Шишмановци. Женитбата с Теодора утвърждава Михаил Шишман като законен наследник на Светослав, но прогонването на Анна-Неда довежда до влошаване на българо-сръбските отношения.
Андроник III, който не е в съгласие с дядо си относно мира с България, започва подготовка за война. През август 1324 г. в лагера му в Източна Тракия пристигат пратениците Гръд и Панчо от Михаил Шишман. Научавайки за брака на царя със сестра му, младият император приема мирните предложения. Според договорките в българско владение остават Айтос, Анхиало, Ктения, Русокастро, Месемврия, а в гръцко – Пловдив, Созопол, Агатопол и Вукелон.
Запазени са три грамоти на императорите Андроник II и III (август-септември 1325 г.), свидетелстващи за дарения на Михаил Шишман за Зографския манастир.

### Намеса във Византия
През 1326 г. враждата между Андроник II и Андроник III заплашва да се превърне в гражданска война. Старият император спечелва на своя страна крал Стефан Урош III, а младият търси подкрепа от Михаил Шишман. На 13 май 1327 г. на лична среща край крепостта Черномен царят и Андроник III сключват тайно споразумение, предвиждащо общи военни действия срещу Андроник II и Стефан Дечански. Младият василевс се задължава след установяване на еднолична власт да изплати на Михаил Шишман голяма парична сума и да му направи някои териториални отстъпки под формата на зестра. Споразумението, известно като Черноменски договор, не остава тайна за Андроник II и сръбския крал. Запазени дубровнишки документи свидетелстват, че през 1327 г. Дечански закупува голямо количество оръжие, необходимо му в предстоящия сблъсък. В избухналата гражданска война надмощие взема младият Андроник.
През 1328 г. старият император вече владее единствено Цариград и прилежащите територии. Изоставен от Стефан Дечански, той търси помощ от българския цар. Михаил Шишман, който има интерес войната между двамата императори да продължава, се съгласява. Той струпва военни части по границата с Византия, а 3000 конника предвождани от Иван Русина се отправят към Константинопол, за да охраняват Андроник II. Изказани са предположения, че истинската задача на този отряд е да бъде пленен старият император и на Михаил Шишман да се осигури достъп до двореца Влахерна, където той щял да се провъзгласи за император. Андроник III предупреждава дядо си с писмо да не допуска отряда в двореца. Старецът се вслушва в съвета му, а царят изтегля конницата си, опасявайки се да не я загуби. Скоро след това останалият без никаква подкрепа Андроник II е свален от внука си, което слага край на междуособиците във Византия. Михаил Шишман, който не успява да се възползва от тях, за да наложи властта си в Източна Тракия, се решава на война с Андроник III.

### Действия в Източна Тракия
Българската войска, подкрепена от татарски наемници от Златната орда, се отправя към Одрин и Димотика. В отговор императорът събира войски в околностите на Виза. Царят дава вид, че се готви за сражение, но вместо това изтегля войските си. Следвайки го, Андроник III преминава границата, превзема и разрушава крепостта Диамбол.
През ноември 1328 г. Михаил Шишман отговаря с ново нахлуване във Византия. Превзема Вукелон и се установява там на лагер. Андроник III разполага войската си край Димотика. В продължение на около месец двамата владетели се следят взаимно, без никой да се реши да нападне пръв. Влизайки в преговори, те си разменят взаимни обвинения в неспазване на Черноменския договор. Важна роля в помиряването им изиграва императрицата-майка.

На лична среща в Одрин владетелите се договарят Михаил Шишман да върне Вукелон, а в замяна да получи парично обезщетение.

### Война със Сърбия
През май 1329 г. при крепостта Кримна се провежда нова среща между царя и императора, на която мирът е утвърден. Губейки надежда за разширение на българските владения за сметка на Византия, Михаил III Шишман обръща поглед на запад.
Сръбското кралство, възползвайки се от междуособиците в България и Византия, както и от непрестанните сблъсъци помежду им, успява да завладее част от териториите им. Михаил Шишман започва подготовка за завладяване на Сърбия, чийто владетел е бившият Михаилов шурей Стефан Дечански. За някои историци Михаил Шишман е единственият български цар (след смъртта на Иван Асен II), опитал се да спре „сръбската експанзия“ и да върне в пределите на България нейните западни територии, въпреки че те са завоювани от Византия. За целта през пролетта на 1330 г. той сключва антисръбски съюз с Андроник III. Според повечето предположения крайната цел е пълното унищожаване на Сърбия и поделяне на земите ѝ между Търновското царство и Византия. Михаил Шишман привлича в коалицията владетелите на Влашко, Молдова и черните яси.

#### Битка при Велбъжд (1330 г.)
На 19 юни 1330 г. българските войски тръгват от Търново, но вместо да се насочат направо към сръбската граница, минават през Видин и София. Обикновено като причина за този необичаен обход се сочи желанието на Михаил Шишман да съедини войската си с тази на брат си Белаур, но тъй като брат му не взема участие в битката, явно във Видин се присъединяват татарите на Каракишек и власите на съюзника му Иванко Басараб. Андроник III навлиза в Македония, завземайки 4 малки крепости (Дебрица, Добрун, Габаларион и Сидерокастрон) и се установява на лагер край Битоля, изчаквайки по-нататъшния развой на събитията. От Средец българската войска се отправя към крепостта Земен и я превзема. Стефан Дечански първоначално изчаква своя бивш тъст на „полето край Добрич“ при сливането на река Топлица с Българска Морава, а впоследствие отправя войската си по течението на Морава и през Старо Нагоричане (където в църквата „Св. Георги“ помолва за мир) се разполага на стан в околностите на Велбъжд (днешен Кюстендил).
Повечето изследователи приемат, че войските на двамата владетели са с приблизително равна численост. Според сведенията на Никифор Григора Михаил Шишман разполага с 12 000 български и 3000 „скитски“ воини (татари, яси, алани и власи). Стефан Дечански има на разположение 14 000 души, към които впоследствие се присъединяват 300 (по сведения на Кантакузин) или 1000 (по сведения на Григора) каталани (испански наемници от областта Каталуния). Изчаквайки именно тяхната поява, на 24 юли Стефан Дечански предлага на Михаил Шишман еднодневно примирие. Царят приема, т.к. за войската липсват провизии. Установено е, че Белаур не се присъединява към брат си, както и ловешкият деспот Иван Александър. Тъй като българската войска страда от липса на продоволствия, в деня на примирието тя се пръсва по околните селища за набавянето им.
В това време пристигат тежковъоръжените каталунски наемници. Възползвайки се от изгодната ситуация, кралският престолонаследник Стефан Душан нарушава примирието и атакува лагера на Шишман. Опитът на Михаил Шишман да организира ефикасна съпротива е неуспешен. В битката при Велбъжд на 28 юли 1330 г. войската на Михаил Шишман претърпява поражение, а самият цар е тежко ранен и умира 3 дни по-късно в плен. Погребан е по желание на велможите си в църквата „Свети Георги“ в Старо Нагоричане, днес в Северна Македония.

##### Среща в Мраката
По-нататъшното разрешение на заплетения казус около наследството на българския царски престол е решено на среща в Мраката, в която взимат участие Стефан Дечански, Стефан Душан, Белаур и Иван Александър. Стефан Дечански с подкрепата на Белаур успява да наложи на българския престол своя племенник Иван Стефан, син на Михаил Шишман, който е и престолонаследник. Предложението за обединение на двете държави среща съпротивата на Дечански, от което най-недоволен е синът му Стефан Душан, който по линия и на Смилецовци предявява законни претенции за общ търновски престол. Последвалите исторически събития в България и Сърбия са синхронизирани и довеждат на власт Иван Александър и Стефан Душан, като всичко е уредено чрез брака на Стефан Душан с Елена, сестра на Иван Александър.
Битката при Велбъжд има важни последици за историята на Балканския полуостров. В резултат от нея и последвалите я събития Средновековна Сърбия, наричана впоследствие и Душаново царство, се превръща, макар и за кратко, в първостепенна сила на Балканите.

## Брак и потомство
Цар Михаил III Шишман Асен има два брака:
∞ 1. за Анна-Неда, дъщеря на крал Стефан II Милутин – сгодени през 1291 г., самата сватба се осъществява през 1298 или 1299 г. През 1324 г. се развежда с нея, изпращайки я в манастир, за да сключи втори брак. Имат трима сина:
- Иван Стефан[8]
- Шишман II[8]
- Лудовик (споменат в неаполитански документ без да е указана някаква титла).[9][10] Той пристига в Неапол през декември 1338 г. и се установява да живее в двора на краля.[11]

∞ 2. за Теодора Палеологина, дъщеря на император Михаил IX Палеолог и на императрица Рита (Мария) Арменска, както и сестра на Андроник III. Имат един син:
- Михаил, за кратко деспот на Видин.

## Родословие
|  |                                                 |  |  |  |  |  |  |  |  |  |  |  |  |  |  |  |
|  | Шишман I                                        |  |  |  |  |  |  |  |  |  |  |  |  |  |  |  |
|  |                                                 |  |  |  |  |  |  |  |  |  |  |  |  |  |  |  |
|  |                                                 |  |  |  |  |  |  |  |  |  |  |  |  |  |  |  |
|  | Михаил III Шишман Асен                          |  |  |  |  |  |  |  |  |  |  |  |  |  |  |  |
|  |                                                 |  |  |  |  |  |  |  |  |  |  |  |  |  |  |  |
|  |                                                 |  |  |  |  |  |  |  |  |  |  |  |  |  |  |  |
|  | Петър (севастократор)                           |  |  |  |  |  |  |  |  |  |  |  |  |  |  |  |
|  |                                                 |  |  |  |  |  |  |  |  |  |  |  |  |  |  |  |
|  |                                                 |  |  |  |  |  |  |  |  |  |  |  |  |  |  |  |
|  | неизвестна по име дъщеря на Ана-Теодора Асенина |  |  |  |  |  |  |  |  |  |  |  |  |  |  |  |
|  |                                                 |  |  |  |  |  |  |  |  |  |  |  |  |  |  |  |
|  |                                                 |  |  |  |  |  |  |  |  |  |  |  |  |  |  |  |
|  | Иван Асен I                                     |  |  |  |  |  |  |  |  |  |  |  |  |  |  |  |
|  |                                                 |  |  |  |  |  |  |  |  |  |  |  |  |  |  |  |
|  |                                                 |  |  |  |  |  |  |  |  |  |  |  |  |  |  |  |
|  | Иван Асен II                                    |  |  |  |  |  |  |  |  |  |  |  |  |  |  |  |
|  |                                                 |  |  |  |  |  |  |  |  |  |  |  |  |  |  |  |
|  |                                                 |  |  |  |  |  |  |  |  |  |  |  |  |  |  |  |
|  | Елена (Иван Асен I)                             |  |  |  |  |  |  |  |  |  |  |  |  |  |  |  |
|  |                                                 |  |  |  |  |  |  |  |  |  |  |  |  |  |  |  |
|  |                                                 |  |  |  |  |  |  |  |  |  |  |  |  |  |  |  |
|  | Ана-Теодора                                     |  |  |  |  |  |  |  |  |  |  |  |  |  |  |  |
|  |                                                 |  |  |  |  |  |  |  |  |  |  |  |  |  |  |  |
|  |                                                 |  |  |  |  |  |  |  |  |  |  |  |  |  |  |  |
|  | Теодор Комнин                                   |  |  |  |  |  |  |  |  |  |  |  |  |  |  |  |
|  |                                                 |  |  |  |  |  |  |  |  |  |  |  |  |  |  |  |
|  |                                                 |  |  |  |  |  |  |  |  |  |  |  |  |  |  |  |
|  | Ирина Комнина                                   |  |  |  |  |  |  |  |  |  |  |  |  |  |  |  |
|  |                                                 |  |  |  |  |  |  |  |  |  |  |  |  |  |  |  |
|  |                                                 |  |  |  |  |  |  |  |  |  |  |  |  |  |  |  |
|  | Мария Патралифена                               |  |  |  |  |  |  |  |  |  |  |  |  |  |  |  |
|  |                                                 |  |  |  |  |  |  |  |  |  |  |  |  |  |  |  |
|  |                                                 |  |  |  |  |  |  |  |  |  |  |  |  |  |  |  |